# Mazamorra morada
La mazamorra morada es un postre típico de la gastronomía peruana elaborado a base de maíz morado concentrado con fécula. Este postre se prepara especialmente en el mes de octubre, en donde se conmemora al Señor de los Milagros.
Fue el resultado del consumo milenario del api morado, luego de fusionarse los gustos americanos y europeos por los mestizos e indígenas peruanos, aunque el maíz morado se sigue cultivando en el sur del Perú, el api morado milenario se sigue preparando y consumiendo en amplias regiones de la costa (Arequipa, Moquegua y Tacna) y la sierra sur del Perú acompañado de sopaipillas.
El consumo de mazamorra morada está muy extendido, existiendo puntos de venta en la calle que venden porciones de este y otros postres tradicionales de la gastronomía peruana, como por ejemplo el arroz zambito, la mazamorra de calabaza y bebidas como champús.

## Descripción
El ingrediente básico es el maíz morado, que se hierve desgranado con agua, canela, clavos de olor y cáscaras de una piña y fruta picada, como membrillo y manzana. Una vez que el maíz y los demás ingredientes hayan pasado su sabor al agua, se cuela y se agregan frutos secos, como guindones, orejones y huesillos, y un espesante, tradicionalmente harina de camote, para darle la consistencia de mazamorra.

## Formas de servir

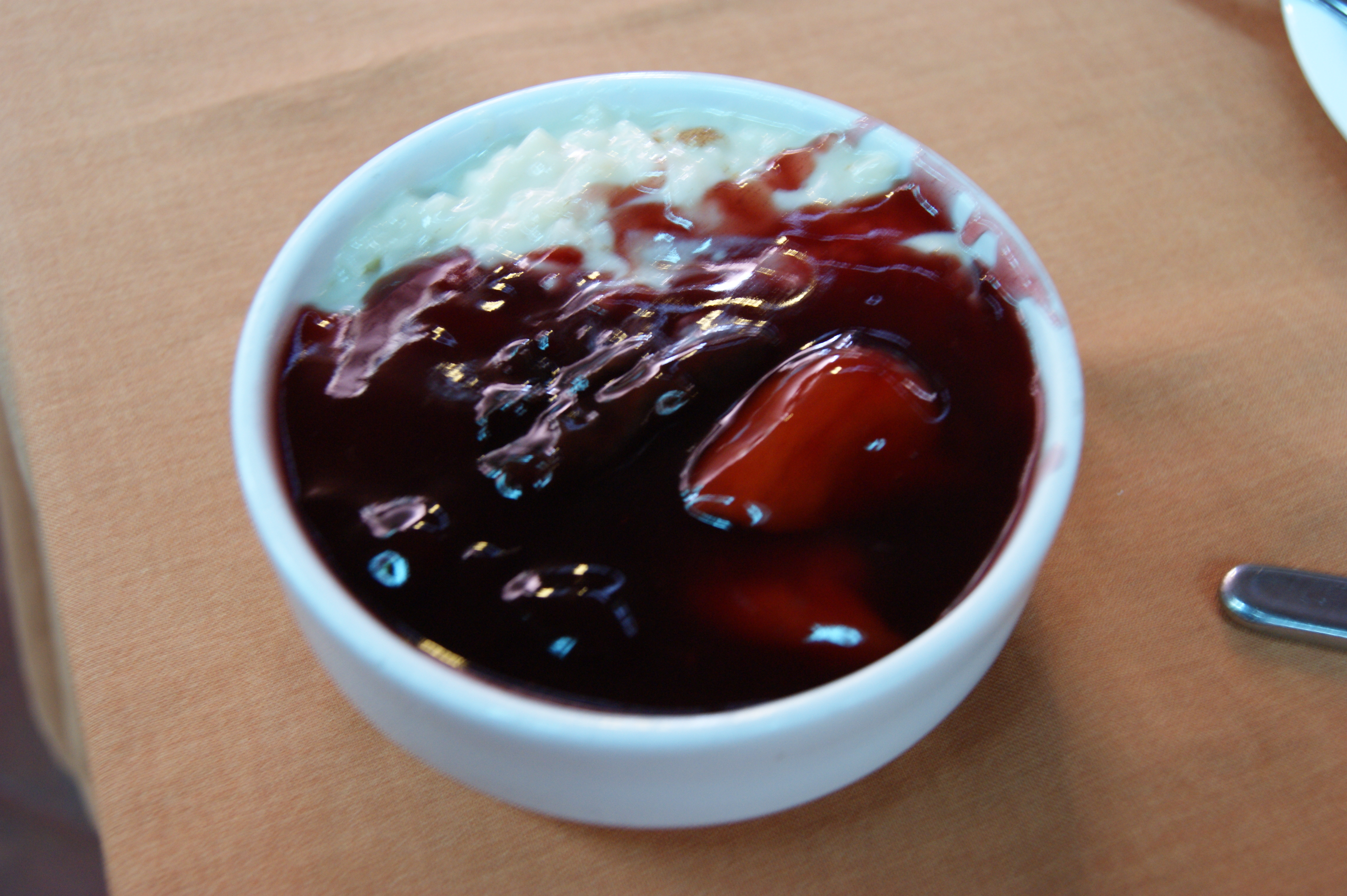
Clásico o combinado: mazamorra morada con arroz con leche

Se decora con canela molida espolvoreada, pudiéndose comer caliente (la mayoría lo prefieren así) o frío.
La porción de «mazamorra morada» acompañada de «arroz con leche», servidos en partes iguales en un mismo recipiente, es conocida como «clásico» en alusión al clásico del fútbol peruano entre los clubes Alianza Lima (cuyo uniforme característico es azul oscuro) y Universitario de Deportes (de uniforme crema). También se le conoce como «combinado». Por otro lado, cuando el arroz con leche va entre dos tantos de mazamorra morada se le denomina «bandera peruana».